# Robo Pit
Robo Pit (ロボピット) est un jeu vidéo de combat développé et édité par Altron, sorti en 1996 sur Saturn et PlayStation.
Il a pour suite Robo Pit 2.

## Accueil
- IGN : 6,5/10 (PS)[1]